# Ariana (província)
A província de Ariana (em árabe: ولاية أريانة; em francês: gouvernorat de l'Ariana) é uma província da Tunísia, com capital em Ariana. Ocupa uma área de 482 km² no norte do país, junto a Tunes, e em 2004 tinha 383 458 habitantes (densidade: 795,6 hab./km²). Estimava-se que em 2013 tivesse 540 400 habitantes.

## Delegações
Ariana está subdividida em seis delegações:
| Delegação          | População (2004) |
| ------------------ | ---------------- |
| Ariana             | 97 687           |
| Soukra             | 89 151           |
| Raoued             | 53 911           |
| Kalaât El Andalous | 15 313           |
| Sidi Thabet        | 8 909            |
| Ettadhamen–Mnihla  | 118 487          |